# Episodi di Lights Out (terza stagione)
La terza stagione della serie televisiva Lights Out è andata in onda negli Stati Uniti dal 28 agosto 1950 al 20 August 1951 sulla NBC.
| nº | Titolo originale               | Prima TV USA      |
| -- | ------------------------------ | ----------------- |
| 1  | The Ides of April              | 28 agosto 1950    |
| 2  | Benuili Chant                  | 4 settembre 1950  |
| 3  | The Dark Corner                | 11 settembre 1950 |
| 4  | The Leopard Lady               | 18 settembre 1950 |
| 5  | Sisters of Shadow              | 25 settembre 1950 |
| 6  | The Posthumous Dead            | 2 ottobre 1950    |
| 7  | Just What Happened             | 9 ottobre 1950    |
| 8  | The Thing Upstairs             | 16 ottobre 1950   |
| 9  | The Skeptics                   | 23 ottobre 1950   |
| 10 | The Martian Eyes               | 30 ottobre 1950   |
| 11 | The Half-Pint Flask            | 6 novembre 1950   |
| 12 | The Waxwork                    | 13 novembre 1950  |
| 13 | Dr. Heidegger's Experiment     | 20 novembre 1950  |
| 14 | The Mule Man                   | 27 novembre 1950  |
| 15 | Beware This Woman              | 4 dicembre 1950   |
| 16 | Masque                         | 11 dicembre 1950  |
| 17 | The Men on the Mountain        | 18 dicembre 1950  |
| 18 | Jasper                         | 25 dicembre 1950  |
| 19 | The Haunted Skyscraper         | 1º gennaio 1951   |
| 20 | Bird of Time                   | 8 gennaio 1951    |
| 21 | The Bottle Imp                 | 15 gennaio 1951   |
| 22 | For Release Today              | 22 gennaio 1951   |
| 23 | The Masque of the Red Death    | 29 gennaio 1951   |
| 24 | The House of Dust              | 5 febbraio 1951   |
| 25 | Curtain Call                   | 12 febbraio 1951  |
| 26 | Strange Legacy                 | 19 febbraio 1951  |
| 27 | The Dispossessed               | 26 febbraio 1951  |
| 28 | The Man with the Astrakhan Hat | 5 marzo 1951      |
| 29 | Leda's Portrait                | 12 marzo 1951     |
| 30 | Western Night                  | 19 marzo 1951     |
| 31 | The Power of the Brute         | 26 marzo 1951     |
| 32 | The Mad Dullaghan              | 2 aprile 1951     |
| 33 | The Crushed Rose               | 9 aprile 1951     |
| 34 | The Witness                    | 16 aprile 1951    |
| 35 | The Fonceville Curse           | 23 aprile 1951    |
| 36 | Grey Reminder                  | 30 aprile 1951    |
| 37 | The Lost Will of Dr. Rant      | 7 maggio 1951     |
| 38 | Dead Man's Coat                | 14 maggio 1951    |
| 39 | The Cat's Cradle               | 21 maggio 1951    |
| 40 | The Pattern                    | 28 maggio 1951    |
| 41 | The Martian Eyes               | 4 giugno 1951     |
| 42 | Pit of the Dead                | 11 giugno 1951    |
| 43 | Dead Freight                   | 18 giugno 1951    |
| 44 | The Passage Beyond             | 25 giugno 1951    |
| 45 | And Adam Begot                 | 2 luglio 1951     |
| 46 | The Meddlers                   | 9 luglio 1951     |
| 47 | The Devil in Glencairn         | 16 luglio 1951    |
| 48 | Zero Hour                      | 23 luglio 1951    |
| 49 | The Fingers                    | 30 luglio 1951    |
| 50 | The Faceless Man               | 6 agosto 1951     |
| 51 | The Man with the Watch         | 13 agosto 1951    |
| 52 | Follow Me                      | 20 agosto 1951    |

## The Ides of April
- Diretto da:
- Scritto da:

### Trama
- Interpreti: Rosalind Ivan, Horace McMahon, Ella Raines, George Reeves, Mabel Taylor, Richard Wigginton

## Benuili Chant
- Diretto da:
- Scritto da:

### Trama
- Interpreti: Ed Begley, Tom Drake

## The Dark Corner
- Diretto da:
- Scritto da:

### Trama
- Interpreti: Alan Marshal, John Newland, Mary Sinclair

## The Leopard Lady
- Diretto da:
- Scritto da:

### Trama
- Interpreti: Martin Brandt, Sid Cassel, Frank Gallop (se stesso  - presentatore), A.J. Herbert, Boris Karloff, Ronald Long

## Sisters of Shadow
- Diretto da:
- Scritto da:

### Trama
- Interpreti: William Eythe

## The Posthumous Dead
- Diretto da:
- Scritto da:

### Trama
- Interpreti: Ed Begley

## Just What Happened
- Diretto da:
- Scritto da:

### Trama
- Interpreti: John Howard (Harry Maddox), Richard Purdy (Carlo Melius), Alan Stevenson (Hunter), Rita Lynn (Lydia Gay), Lilla Heston (Vera), Gar Smith (The Attorney), William Reid (primo poliziotto), William Branch (addetto all'ascensore), James Rafferty (secondo poliziotto), Frank Gallop (narratore)

## The Thing Upstairs
- Diretto da:
- Scritto da:

### Trama
- Interpreti: Freddie Bartholomew, Dayton Lummis, Peggy Nelson, Robert Ober, Florence Reed

## The Skeptics
- Diretto da:
- Scritto da:

### Trama
- Interpreti: E.G. Marshall

## The Martian Eyes
- Diretto da:
- Scritto da:

### Trama
- Interpreti: Burgess Meredith (professore Lyman), John Baragrey (The Stranger), David Lewis (Mr. Sorrel), Pat O'Malley (barista), Joe Silver (poliziotto), Frank Gallop (narratore)

## The Half-Pint Flask
- Diretto da:
- Scritto da:

### Trama
- Interpreti: John Carradine, Kent Smith

## The Waxwork
- Diretto da:
- Scritto da:

### Trama
- Interpreti: John Beal, Nelson Olmsted

## Dr. Heidegger's Experiment
- Diretto da:
- Scritto da:

### Trama
- Interpreti: Billie Burke, Halliwell Hobbes, Gene Lockhart, Tom Poston

## The Mule Man
- Diretto da:
- Scritto da:

### Trama
- Interpreti: Leon Askin, Peter Capell, Frank Gallop (narratore), Charles Korvin, Syl Lamont, James O'Neill, Remo Pisani, Melba Rae, Henry Silva

## Beware This Woman
- Diretto da:
- Scritto da:

### Trama
- Interpreti: Veronica Lake (Mercy Device), Glen Denning (dottor Lawson), Daniel Reed (Pearly), Wolfgang Zilzer (Birdlip), Phoebe Mackay (Mrs. Abernathy), Beth Elliott (Clerk), Frank Gallop (narratore)

## Masque
- Diretto da:
- Scritto da:

### Trama
- Interpreti: Mary Stuart, Estelle Winwood

## The Men on the Mountain
- Diretto da:
- Scritto da:

### Trama
- Interpreti: Verne Collett, William Free, Lee Tracy

## Jasper
- Diretto da:
- Scritto da:

### Trama
- Interpreti: Janis Carter (Betty), Johnny Johnston (Charles), Meg Mundy (Stella), Howard Freeman (Gus), Elmer Lehr (Jasper), Frank Gallop (narratore)

## The Haunted Skyscraper
- Diretto da:
- Scritto da:

### Trama
- Interpreti: Don Dickinson, Virginia Gilmore

## Bird of Time
- Diretto da:
- Scritto da:

### Trama
- Interpreti: Julie Bennett, David Lewis, Jessica Tandy

## The Bottle Imp
- Diretto da:
- Scritto da:

### Trama
- Interpreti: Donald Buka, Glenn Langan

## For Release Today
- Diretto da:
- Scritto da:

### Trama
- Interpreti: K.T. Stevens (Maggie), Herbert Rudley (Flanigan), Vinton Hayworth (Crawford), Guy Sorel (Balsamo), Romola Robb (Elaine), William Turner (Alvah), Grayson Hall (Laura Holloway), Frank Gallop (narratore)

## The Masque of the Red Death
- Diretto da:
- Scritto da:

### Trama
- Interpreti: Hurd Hatfield, Berry Kroeger, Monica Lang

## The House of Dust
- Diretto da:
- Scritto da:

### Trama
- Interpreti: Nina Foch, Anthony Quinn

## Curtain Call
- Diretto da:
- Scritto da:

### Trama
- Interpreti: Otto Kruger (Carlton), Alan Bunce (Peter), Elinor Randel (Lydia), Frank Daly (Williams), Anna Karen (Alexis, voce), Mary Gildia (donna Outside Theater), Jackie Billingsley (donna), Charles Randall (uomo Outside Theater), Harry Hugenot (Man), Frank Gallop (narratore)

## Strange Legacy
- Diretto da:
- Scritto da:

### Trama
- Interpreti: Robert Stack (Stephen Elliott), Margaret Hayes (Allison Lane), Henry Hart (Joe Bishop), Joseph Sweeney (Mr. Lane), Phillip Huston (Mr. Dickenson), Walter Kohler (Mr. Versteen), Frank Gallop (narratore)

## The Dispossessed
- Diretto da:
- Scritto da:

### Trama
- Interpreti: June Dayton, Jeffrey Lynn, Stefan Schnabel

## The Man with the Astrakhan Hat
- Diretto da:
- Scritto da:

### Trama
- Interpreti: James Bender, Peter Capell, Ross Martin, Paul Stewart

## Leda's Portrait
- Diretto da:
- Scritto da:

### Trama
- Interpreti: John Emery, Felicia Montealegre, George Reeves

## Western Night
- Diretto da:
- Scritto da:

### Trama
- Interpreti: Richard Derr, Biff Elliot, William Free

## The Power of the Brute
- Diretto da:
- Scritto da:

### Trama
- Interpreti: Richard Carlyle, Tom Drake, Rebecca Welles

## The Mad Dullaghan
- Diretto da:
- Scritto da:

### Trama
- Interpreti: Glenn Langan (Steve Denham), Stella Andrew (Catherine 'Kitty' Riordan), Berry Kroeger (dottor Farrow), Doris Rich (Madame Flora), Norma Dubrova (infermiera), John Gerstad (Dullaghan, voce), Frank Gallop (narratore)

## The Crushed Rose
- Diretto da:
- Scritto da:

### Trama
- Interpreti: John Beal, Barbara Britton, Richard Purdy

## The Witness
- Diretto da:
- Scritto da:

### Trama
- Interpreti: Dane Clark, Howard Smith, Florence Stanley

## The Fonceville Curse
- Diretto da:
- Scritto da:

### Trama
- Interpreti: Patric Knowles (Paul Darrow), Rosalind Ivan (Zia Mendekip), Alma Lawton (Dee Darrow), Donald Morrison (barone Fonceville), Frank Gallop (narratore)

## Grey Reminder
- Diretto da:
- Scritto da:

### Trama
- Interpreti: Beatrice Straight (Charlotte), John Newland (Kenneth), Helen Dumas (Mrs. Ashby), Parker McCormick (Dorothy), Frank Gallop (narratore), Ralph Ball (annunciatore)

## The Lost Will of Dr. Rant
- Diretto da:
- Scritto da:

### Trama
- Interpreti: Leslie Nielsen (Bill), Russell Collins (John Eldred), Pat Englund (Mary), Eva Condon (Mrs. Simpson), John Gerstad (George Earle), Marvin Paige (Peters), Florence Anguish (Mrs. Dawkins), Fred Ardath (dottor John Rant), Frank Gallop (narratore)

## Dead Man's Coat
- Diretto da:
- Scritto da:

### Trama
- Interpreti: Basil Rathbone (Gregory), William Post Jr. (Francis), Norman Rose (Hamilton), Heywood Hale Broun (uomo #1), Harvey Hayes (uomo #2), Mike Donovan (The Secretary), Mary Fanelle (Other Player), George Forest (Other Player), Dick Raymond (Other Player), Frank Gallop (narratore)

## The Cat's Cradle
- Diretto da:
- Scritto da:

### Trama
- Interpreti: Martha Scott (Phyllis), Murvyn Vye (George Logan), Larry Kerr (Bob), Clock Ryder (Mr. Woodley), Frank Gallop (narratore)

## The Pattern
- Diretto da:
- Scritto da:

### Trama
- Interpreti: John Forsythe (Al March), June Dayton (Dorothy March), Richard Sanders (dottor Grove), Chris Gampel (primo uomo), Rex Williams (secondo uomo), Rita Gam (Girl), Frank Gallop (narratore)

## The Martian Eyes
- Diretto da:
- Scritto da:

### Trama
- Interpreti: Burgess Meredith (professore Lyman), John Baragrey (The Stranger), David Lewis (Mr. Sorrel), J. Pat O'Malley (il barista), Joe Silver (il poliziotto), Frank Gallop (narratore)

## Pit of the Dead
- Diretto da:
- Scritto da:

### Trama
- Interpreti: Joseph Buloff, John Dall, Beatrice Kraft

## Dead Freight
- Diretto da:
- Scritto da:

### Trama
- Interpreti: Charles Dingle, Louisa Horton

## The Passage Beyond
- Diretto da:
- Scritto da:

### Trama
- Interpreti: Stella Andrew (Milly), Ralph Clanton (Rod), Monica Lang (Trix), Byron Russell (Stires), Sherry Bennett (Lady Anne), Frank Gallop (narratore)

## And Adam Begot
- Diretto da:
- Scritto da:

### Trama
- Interpreti: Kent Smith (Claude), Philip Bourneuf (Geoffrey), Joan Wetmore (Kay), Kurt Katch (The uomo), Frank Gallop (narratore)

## The Meddlers
- Diretto da:
- Scritto da:

### Trama
- Interpreti: John Carradine (Crofton), E.G. Marshall (Purdy), Dan Morgan (Larro), Robert Hull (colonnello Micah Larro), Lawrence Ryle (capitano Nelson Larro), Frank Gallop (narratore)

## The Devil in Glencairn
- Diretto da:
- Scritto da:

### Trama
- Interpreti: Richard Carlson (Steenie), Halliwell Hobbes (O'Haggis), Jonathan Harris (The Stranger), Pat O'Malley (Sir Robert), Thelma Schnee (Tibbie), Tom Poston (Sir John), John Gerstad (Other Player), Addison Powell (Other Player), Marc Manson (Other Player), Arthur Keegan (Other Player), Frank Gallop (narratore)

## Zero Hour
- Diretto da:
- Scritto da:

### Trama
- Interpreti: John O'Hare, Richard Wigginton

## The Fingers
- Diretto da:
- Scritto da:

### Trama
- Interpreti:

## The Faceless Man
- Diretto da:
- Scritto da:

### Trama
- Interpreti: Robert Sterling (Francis Carvel), Ted Hecht (The uomo), Pat Peardon (Laure), Louis Sorin (Etienne), Gregory Morton (The Doctor), Frank Gallop (narratore)

## The Man with the Watch
- Diretto da:
- Scritto da:

### Trama
- Interpreti: Francis L. Sullivan (Ludovic Altimus), Peter Capell (Mike Wilson), Peggy French (Joyce), Gordon B. Clarke (capo Dugan), Jack Sheehan (Mr. Madden), Michael Dreyfus (Rink Attendant), Tamar Cooper (Joan Madden), Martin Josephs (Other Player), Dorothy Boerger (Other Player), Francesca Kelley (Other Player), Frank Gallop (narratore)

## Follow Me
- Diretto da:
- Scritto da:

### Trama
- Interpreti: Peter Cookson, Doris Rich, Dan Morgan, Frank Gallop (narratore)